# Bruns bey Rhein

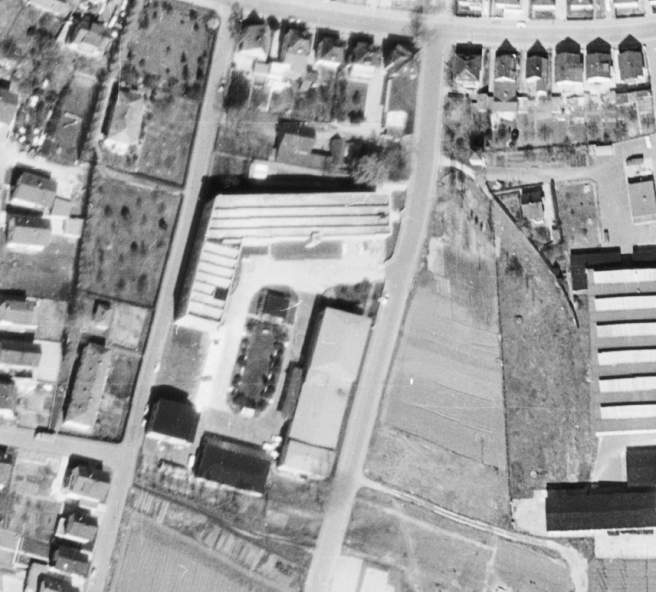
Die Zentrale in Sandhausen, Luftbild von 1968, am oberen Rand die Bahnhofstraße.

Bruns bey Rhein war ein deutscher Zigarren-Hersteller. Die Zentrale war zunächst in Mannheim, danach im nahen Sandhausen.

## Geschichte

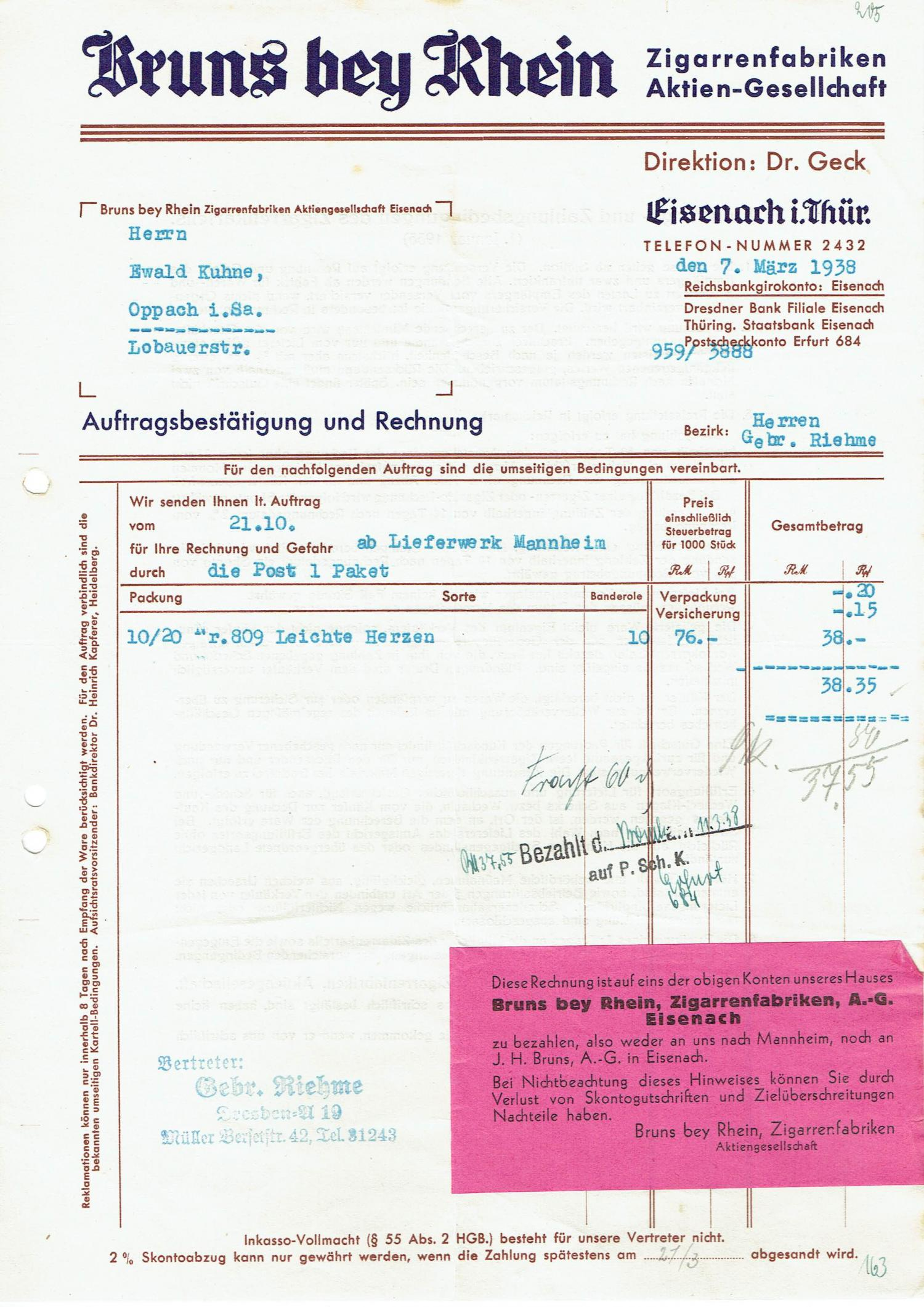
Rechnung von Bruns bey Rhein 1938

Die Wurzeln des Unternehmens liegen im heute niedersächsischen Celle, wo es 1837 vom Senator J. H. Bruns gegründet wurde, später siedelte es nach Eisenach um. 1927 wurde Alexander Geck neuer Eigentümer, er baute die Firma mit 300 Beschäftigten binnen 10 Jahren auf 3200 Angestellte aus. 1936 übernahm Geck von der Deutschen Bank die Aktien der in Mannheim ansässigen, auf Gottschalk Mayer zurückgehenden Gebrüder Mayer, die dadurch zugleich gewissermaßen „arisiert“ wurden. Die als Tochterunternehmen organisierte Neuerwerbung firmierte ab 1937 unter dem Namen Bruns bey Rhein, zunächst als Aktiengesellschaft, ab 1941 als GmbH. Als Inspiration diente ein Studentenlied von Viktor von Scheffel, dass Geck zuvor in Mannheim gehört hatte, und in dem von einem Ritter bey Rhein die Rede war.
Die Zentrale und Produktionsstätten in Mannheim fielen 1943 einem Bombenangriff zum Opfer. Nach Ende des Zweiten Weltkrieges lagen Eisenach und die übrigen Thüringer Werke in der Sowjetischen Besatzungszone und wurden später in einen Volkseigenen Betrieb umgewandelt. Bei Bruns wurde die Entscheidung getroffen, die Zentrale nach Sandhausen zu verlegen. Grund waren die bis in die 1850er Jahre zurückreichende Tradition als Zigarrmacherdorf mit entsprechend vielen Fachkräften. Außerdem bestand dort bereits eine größere Produktionsanlage, die von Mayer übernommen worden war. 1949/50 wurden zwischen Büchert- und Mozartstraße (Lage) eine neue Sortieranlage und die Verwaltung erbaut.
1962 feierte Bruns sein 125. Jubiläum, zu diesem Zeitpunkt bestanden 16 Filialbetriebe in Baden und 10 in Oberfranken mit insgesamt 3000 Beschäftigten. Der Konkurrent Rinn & Cloos unterstützte Bruns finanziell bei der Modernisierung der Maschinen und erhielt im Gegenzug eine Beteiligung.
Im Laufe der 1960er-Jahre kam es wegen der stark gesunkenen Nachfrage, auch bedingt durch den Wechsel der Raucher zu Zigaretten, zu einer sukzessiven Schließung der Standorte. Nach Einstellung der Produktion beschloss die Gesellschaftsversammlung im November 1970 die Verschmelzung mit der Muttergesellschaft; damit endete die Geschichte von Bruns bey Rhein.
Das Gelände der Zentrale wurde ab Ende der 1970er Jahre mit Wohnhäusern bebaut.

## Filialbetriebe (Auswahl)

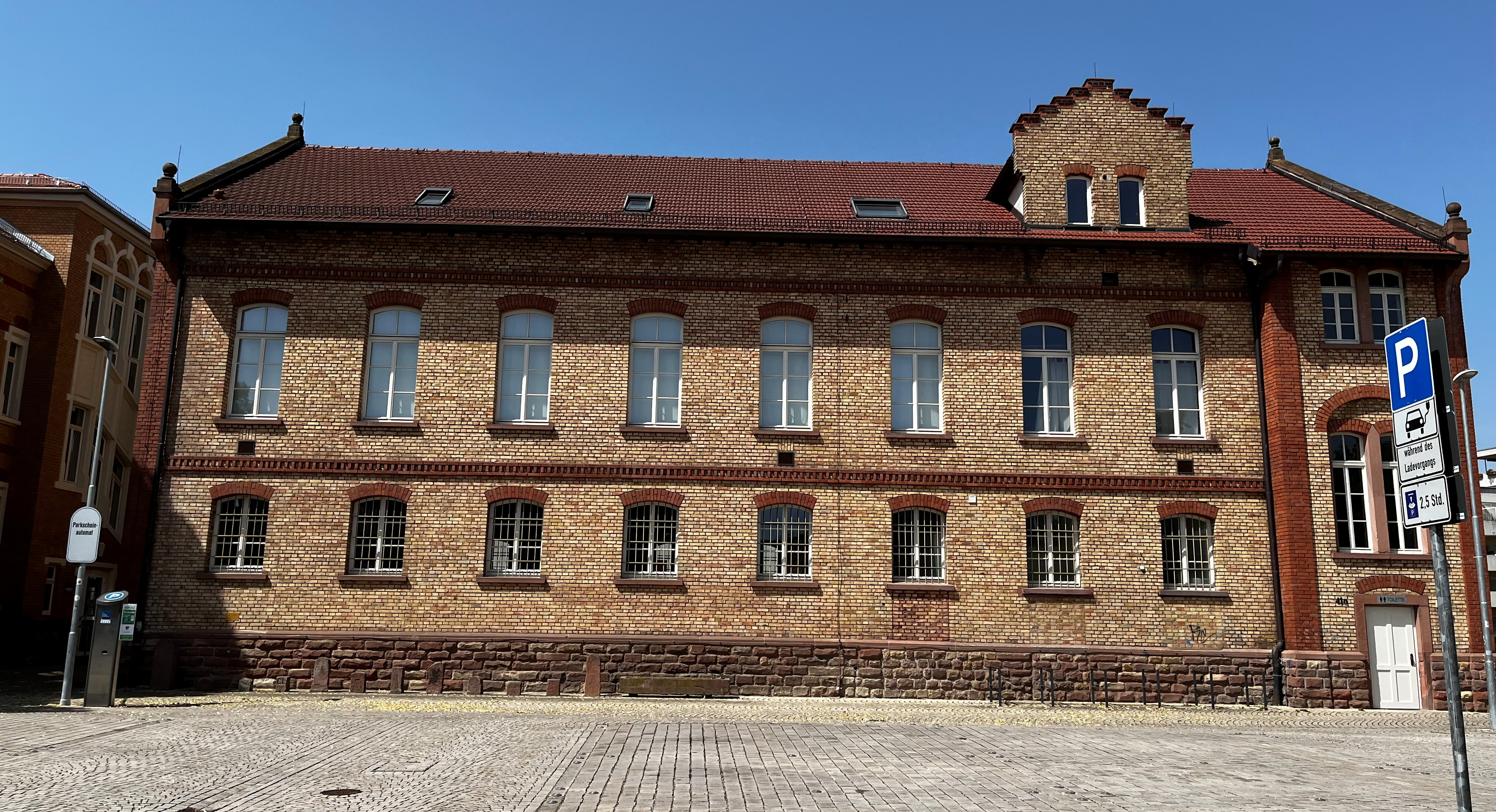
Die denkmalgeschützte alte Zigarrenfabrik in St. Ilgen, heute Heimatmuseum der Stadt Leimen

### Baden
- St. Ilgen[1]
- Kronau[3]
- Leimen[4]
- Malschenberg[5]
- Mühlhausen[6]
- Reilingen[7]
- Rot[8]
- St. Leon:[9]
- Walldorf[4]

### Oberfranken
- Reichenbach[10]

## Geschäftsführer
- 1936–1954: Alexander Geck (1893–1954)
- 1954–1961: Werner Fischer (1902–1976)
- 1961–1970: Otto Dietrich (geb. 1908)